# Милановац (Пећ)
Милановац (алб. Millovanc) је насељено место у општини Пећ, на Косову и Метохији. Према попису становништва из 2011. у насељу је живело 279 становника.

## Становништво
Према попису из 2011. године, Милановац има следећи етнички састав становништва:
| Националност | 2011.        |
| Албанци      | 279 (100,0%) |
| Укупно       | 279          |

| Демографија | Демографија | Демографија |
| Година      | Становника  | Становника  |
| ----------- | ----------- | ----------- |
| 1948.       | 85          |             |
| 1953.       | 115         |             |
| 1961.       | 120         |             |
| 1971.       | 158         |             |
| 1981.       | 210         |             |
| 1991.       | 153         |             |
| 2011.       | 279         |             |